# 秦儷舫
秦儷舫（1958年11月10日—），臺灣政治人物，中國國民黨籍，曾任臺北市議員、臺北漁產運銷股份有限公司董事長。

## 早年
1982年，畢業於國立成功大學電機系畢業。1982年至1994年間，在警察廣播電台擔任播音員，藝名「秦晴」。

## 從政生涯
1994年，為了參選台北市議員（第7屆），由中國國民黨轉投入新黨。1998年以全國最高票連任（第8屆）。2001年，代表新黨競選台北市區域立法委員（第5屆），但並未當選。2002年，在台北市議員（第9屆）選舉前與鄧家基、黃珊珊一同遭新黨開除（因未黨員重登記），遂以無黨籍身分參選成功連任。2003年重回國民黨，並參選成功連任台北市議員（第10、11屆）。2009年，參與2009年臺北市第六選舉區立法委員缺額補選黨內初選，失敗未獲得提名。2014年2月宣布退出台北市議員（第12屆）選舉，並轉任臺北漁產運銷股份有限公司董事長至2015年5月卸任。
2017年8月15日，北檢認定她涉嫌詐領助理補助費228萬多元，因此將她起訴。
2018年6月中旬，台北地院判刑2年，褫奪公權2年，緩刑5年，須付公庫60萬元。北檢不上訴秦儷舫免關確定。

## 選舉紀錄
| 年度 | 選舉屆數               | 選舉區           | 所屬政黨   | 得票數 | 得票率 | 當選標記 | 備註 |
| ---- | ---------------------- | ---------------- | ---------- | ------ | ------ | -------- | ---- |
| 1994 | 第七屆臺北市議員選舉   | 臺北市第六選舉區 | 新黨       | 36,345 | 12.52% |          |      |
| 1998 | 第八屆臺北市議員選舉   | 臺北市第六選舉區 | 新黨       | 39,089 | 12.59% |          |      |
| 2001 | 第五屆立法委員選舉     | 臺北市第二選舉區 | 新黨       | 5,499  | 0.91%  |          |      |
| 2002 | 第九屆臺北市議員選舉   | 臺北市第六選舉區 | 無黨籍     | 13,485 | 4.64%  |          |      |
| 2006 | 第十屆臺北市議員選舉   | 臺北市第六選舉區 | 中國國民黨 | 16,846 | 6.15%  |          |      |
| 2010 | 第十一屆臺北市議員選舉 | 臺北市第六選舉區 | 中國國民黨 | 17,559 | 5.84%  |          |      |

## 其他
- 秦儷舫曾是飛碟電台《週末飛碟晚餐》的節目主持人（1996年）。